# Gustav Mori
Gustav Mori (* 2. Juni 1872 in Frankfurt am Main; † 22. Juli 1950 in Neu-Isenburg) war ein deutscher Drucker, Schriftgusstechniker und Druckforscher, insbesondere auf dem Gebiet der Frühdrucke.

## Leben
Gustav Mori, geboren 1872, arbeitete zunächst als Buchdrucker. Seit 1909 wirkte er in der Schriftgießerei D. Stempel in Frankfurt am Main als Praktiker, Theoretiker und Historiker des Schriftwesens. Von 1921 bis 1949 gehörte er dem Vorstand der Gutenberg-Gesellschaft an. 1947 wurde ihm die Goetheplakette der Stadt Frankfurt am Main verliehen.

## Wirken
Neben seiner praktischen Tätigkeit im Bereich der Schriftgießerei forschte Mori zur Geschichte des Buchdrucks. Im Jahre 1928 rekonstruierte er das Typenmaterial zur 42-zeiligen Gutenberg-Bibel. Es wurde bei der D. Stempel AG gegossen. Probesätze davon gingen an das Gutenberg-Museum in Mainz und trugen dort zum Aufbau der historischen Druckwerkstatt bei. Er rekonstruierte ebenfalls die große Psalter Type des Canon Missae, welcher im Gutenbergjahr 1940 herausgegeben wurde. Teilbestände seiner Sammlungen befinden sich im Gutenberg-Museum Mainz und in der Universitätsbibliothek Frankfurt am Main.
Einzelne Exemplare aus der Provenienz Mori befinden sich auch in der Stadtbibliothek Mainz.

## Schriften
- (mit Walter Karl Zülch) Frankfurter Urkundenbuch zur Frühgeschichte des Buchdrucks. Aus den Akten des Frankfurter Stadtarchivs zusammengestellt. Bear, Frankfurt a. M. 1920
- Das Schriftgießergewerbe in Süddeutschland und den angrenzenden Ländern. Ein Abschnitt aus der Geschichte des deutschen Schriftgießer-Gewerbes. Bauer, Stuttgart 1924
- Der Buchdrucker Christoph Sauer in Germantown. Ein Beitrag zur Geschichte des Buchdruckes in den Vereinigten Staaten von Nordamerika. In: Gutenberg-Jahrbuch 1934